# Nécropole de Colle del Forno
La nécropole de Colle del Forno est un site archéologique situé sur la commune de Montelibretti (province de Rome), en Italie. Elle a fait l'objet de fouilles dans les années 1970, puis à partir de 2003, et a livré un matériel très riche et abondant. Cette nécropole est à mettre en rapport avec la cité sabine d'Eretum, située à quelques kilomètres en direction du sud-ouest et date des VIIe et VIe siècles av. J.-C. pour sa phase la plus ancienne. Le matériel découvert est conservé pour l'essentiel au musée archéologique de Fara in Sabina.

## La tombe XI
La tombe xi a été mise au jour en 1972. Elle date de la fin du VIIe siècle av. J.-C. et devait être une tombe princière, vu la richesse du matériel qu'elle contenait. Elle a été victime d'un pillage et son contenu est passé dans le commerce des antiquités. Il se retrouve aujourd'hui principalement à la Ny Carlsberg Glyptotek de Copenhague et au musée de Fara in Sabina. À côté d'un pectoral en or et de nombreux vases de bronze ou de céramique, l'intérêt principal repose dans les deux véhicules qu'elle a livrés, parmi lesquels une sorte de cabriolet, voiture à deux roues, qui était recouvert de plaques de bronze décorées au repoussé de frises d'animaux réels ou fantastiques.

## La tombe XXXI et le lituus
La tombe xxxi, dégagée par les nouvelles fouilles, a livré un lituus en fer, bâton recourbé qui servait dans le monde étrusque et italique à des rites de divination et qui était à Rome l'insigne des augures. Cette découverte est importante car cet objet, qui date de la seconde moitié du VIe siècle av. J.-C., est le seul de ce type qui ait été retrouvé pour une date aussi ancienne ; les autres exemples sont plus récents (IVe et IIIe siècles av. J.-C. en pays étrusque) ou sont seulement des représentations du lituus sur des objets divers (vases, stèles, monnaies, etc.).

## La tombe XXXVI
La tombe xxxvi, découverte en 2005, est une tombe monumentale datant de la fin du VIe siècle av. J.-C. Ses dimensions exceptionnelles et son organisation, au milieu de tombes plutôt modestes, ainsi que la nature du mobilier qui y a été trouvé, révèlent l'existence d'un personnage riche, puissant et vénéré, sans doute un roi. Un corridor d'accès (dromos) d'une longueur de 26 m donne accès à un grand vestibule sur lequel ouvrent trois chambres ; dans la chambre du fond, dans une niche, les cendres du défunt étaient recueillies dans un coffret de bois. Dans les différentes pièces avaient été disposés un trône en terre cuite, les armes du défunt, un char de guerre en bois garni de pièces de bronze et de fer, cinq amphores en céramique et une série de quatre grands récipients de bronze. Cette tombe a été conçue comme une sépulture individuelle, alors que les tombes environnantes sont des tombes collectives (familiales) ; quelque temps après la mort du souverain, la tombe fut rouverte et le corps d'une femme fut déposé sur un lit de bois le long d'une des parois de la chambre du fond ; cette manœuvre entraîna des désordres dans la construction, qui furent sommairement réparés.
Le trône de terre cuite, découvert brisé en de multiples fragments et restauré depuis à peu près intégralement, est d'un type connu chez les Étrusques ; il mesure 1,40 m de hauteur totale, avec une assise haute à 0,90 m, ce qui suppose l'existence d'un marchepied.
Une salle du musée de Fara in Sabina, inaugurée en 2009, est consacrée à la présentation du mobilier de cette tombe, la plus riche et la plus prestigieuse de la nécropole.